# حكايات ما أحلاها
حكايات ما أحلاها مسلسل أنمي ياباني من إنتاج أستديو توي أنيميشن تم عرض المسلسل لأول مره في 7 أبريل 1995 واستمر عرضه حتى 29 سبتمبر 1995 . تمت دبلجة المسلسل للغة العربية بواسطة مركز الزهرة وعرض على قناة سبيس تون .

## الحلقات
1. - علاء الدين
2. - سندريلا
3. - الحسناء والوحش
4. - القط ذو الجزمة
5. - بائعة الكبريت
6. - هنسل وغريتل
7. - بينوكيو
8. - بياض الثلج
9. - الإخوة الثلاث
10. - روبن هود
11. - الجميلة النائمة
12. - الإوزة الذهبية
13. - الذئب والخراف السبعة
14. - أليس في بلاد العجائب
15. - علي بابا والأربعون لصاً
16. - عقلة الإصبع
17. - ذات الرداء الأحمر
18. - رحلات جيليفر
19. - الفرسان الثلاثة
20. - كسارة البندق
21. - أحلام شمس
22. - ثياب الإمبراطور الجديدة
23. - جوقة الحيوانات
24. - الحورية الصغيرة
25. - سندباد البحري
26. - هايدي

## الممثلون
- فاطمة سعد
- زياد الرفاعي
- آمنة عمر
- أنجي اليوسف
- منصور السلطي
- محمد حداقي
- تغريد جرجور
- محمد خير أبو حسون
- واصف الحلبي
- أميرة حيًفي
- يوسف المقبل
- رأفت بازو
- لينا ضوا
- رباب كنعان
- صفاء سلطان
- تيسير العاتقي
- رفاه الخطيب
- مأمون الرفاعي - الراوي

## روابط خارجية
- حكايات ما أحلاها على موقع IMDb (الإنجليزية)
- حكايات ما أحلاها على موقع قاعدة بيانات الفيلم (الإنجليزية)
- حكايات ما أحلاها على موقع ANN anime (الإنجليزية)
- Fiche de la série sur Planète-Jeunesse